# Conrad André Beerli
Conrad André Beerli (* 6. November 1915 in St. Gallen; † 22. Februar 2004 in Genf) war ein Schweizer Maler.

## Leben
Conrad André Beerli wurde 1915 als Sohn des Juristen und Journalisten Hans Beerli und der Frieda (geborene Mayer) geboren. Von 1929 bis 1935 absolvierte er eine Ausbildung in Aquarellmalerei bei Charles Dunant in Genf und 1934/35 besuchte er Zeichenkurse an der Kunstgewerbeschule Basel. Zwischen 1936 und 1938 studierte er Wirtschafts- und Sozialwissenschaften an der Universität Genf.
In den Jahren 1938/39 bildete er sich in Ölmalerei an der Académie Ranson bei Roger Bissière in Paris weiter. Danach betätigte er sich als Maler. Im Jahr 1953 promovierte er mit einer Doktorarbeit in Soziologie über Niklaus Manuel. Beerli war 1954 bis 1980 Professor für Kunst- und Architekturgeschichte an der Architekturschule Genf und von 1965 bis 1980 am Polytechnikum Lausanne.
Beerli setzte sich für die Bewahrung des architektonischen Erbes ein und arbeitete unter anderem als Experte bei der UNESCO (1959–1961) und beim Europarat (1962–1964).
Beerli war zweimal verheiratet. Im Jahr 1945 heiratete er Cécile Grandjean, eine Tochter von Georges Edmond Grandjean-Perrenoud-Comtesse. Im Jahr 1970 ehelichte er Raymonde Clavien.

## Auszeichnungen
- 1961: Literaturpreis Paul Budry[2]